# Liste des circonscriptions électorales de l'Alberta
La province d'Alberta compte 87 circonscriptions électorales actuels:

## Nord
- Athabasca-Sturgeon-Redwater
- Barrhead-Morinville-Westlock
- Bonnyville-Cold Lake
- Dunvegan-Central Peace-Notley
- Fort McMurray-Wood Buffalo
- Fort McMurray-Conklin
- Grande Prairie-Smoky
- Grande Prairie-Wapiti
- Lac La Biche-Saint-Paul-Two Hills
- Petit Lac des Esclaves
- Rivière-la-Paix
- Spruce Grove-Saint-Albert

## Edmonton
- Edmonton-Beverly-Clareview
- Edmonton-Calder
- Edmonton-Castle Downs
- Edmonton-Centre
- Edmonton-Decore
- Edmonton-Ellerslie
- Edmonton-Glenora
- Edmonton-Gold Bar
- Edmonton-Highlands-Norwood
- Edmonton-Manning
- Edmonton-McClung
- Edmonton-Meadowlark
- Edmonton-Mill Creek
- Edmonton-Mill Woods
- Edmonton-Riverview
- Edmonton-Rutherford
- Edmonton-Strathcona
- Edmonton-Sud-Ouest
- Edmonton-Whitemud
- Saint-Albert
- Sherwood Park

## Centre
- Battle River-Wainwright
- Drayton Valley-Devon
- Drumheller-Stettler
- Fort Saskatchewan-Vegreville
- Innisfail-Sylvan Lake
- Lacombe-Ponoka
- Leduc-Beaumont
- Olds-Didsbury-Three Hills
- Red Deer-Nord
- Red Deer-Sud
- Rimbey-Rocky Mountain House-Sundre
- Stony Plain
- Strathcona-Sherwood Park
- Vermilion-Lloydminster
- Yellowhead-Ouest
- Wetaskiwin-Camrose
- Whitecourt-Sainte-Anne

## Calgary
- Calgary-Acadia
- Calgary-Bow
- Calgary-Buffalo
- Calgary-Collines-du-nord
- Calgary-Cross
- Calgary-Currie
- Calgary-Elbow
- Calgary-Est
- Calgary
- Calgary
- Calgary
- Calgary
- Calgary-Greenway
- Calgary-Hays
- Calgary-Hawkwood
- Calgary-Klein
- Calgary-Lougheed
- Calgary-Mackay-Nose Hill
- Calgary-McCall
- Calgary-Mountain View
- Calgary-Nord-Ouest
- Calgary-Ouest
- Calgary-Shaw
- Calgary-Sud-Est
- Calgary-Varsity

## Sud
- Airdrie
- Banff-Cochrane
- Cardston-Taber-Warner
- Chestermere-Rocky View
- Cypress-Medicine Hat
- Highwood
- Lethbridge-Est
- Lethbridge-Ouest
- Little Bow
- Livingstone-Macleod
- Medicine Hat
- Strathmore-Brooks